# Bazilika svetog Marka
Bazilika svetog Marka (tal. Basilica di San Marco a Venezia), venecijanska katedrala, najslavnija je gradska crkva i jedan od najboljih primjera bizantske arhitekture u Europi. Nalazi se na Trgu sv. Marka (u San Marco sestieru ili četvrti) u blizini Duždeve palače s kojom je povezana. Izvorno je bila "kapelica" mletačkih vladara, a ne gradska katedrala. Od 1807. Sjedište je Mletačkog patrijarha (Patrijarha Venecije), nadbiskupa rimokatoličke arhidijeceze Venecije. Zbog raskošnog dizajna, pozlaćenih bizantskih mozaika, i svoga statusa kao simbola mletačkog bogatstva i moći, od 11. stoljeća nadalje građevina se naziva Chiesa d'Oro (Crkva od zlata).

## Povijest

#### Građevina
Prva bazilika sv. Marka bila je privremena građevina u Duždevoj palači sagrađena 828. godine kada su mletački trgovci ukrali pretpostavljene relikvije svetog Marka Evanđelista iz Aleksandrije. Ova građevina zamijenjena je novom crkvom na današnjem mjestu 832. godine. Iz istog stoljeća potječe prvi zvonik sv. Marka. Nova crkva je spaljena u pobuni 976., ponovo sagrađena 978. i još jednom kako bi se oblikovali temelji današnje bazilike od 1063. Bazilika je posvećena 1094., iste godine kada je i tadašnji dužd Vitale Falier navodno ponovo otkrio tijelo svetog Marka u jednom od stupova. Građevina također inkorporira niski toranj (danas udomljuje riznicu sv. Marka), za kojeg neki vjeruju da je izvorni dio Duždeve palače. U prvoj polovici 13. stoljeća sagrađeni su narteks i nova fasada, dovršena je većina mozaika, a kupole su prekrivene s višim drvenim, olovom prekrivenim kupolama kako bi zasjala s gotičkom arhitekturom redizajnirane Duždove palače.

#### Dovršetak
Osnovna struktura građevine malo se izmijenila dok su se njeni ukrasi tijekom vremena jako mijenjali. Sljedeća su stoljeća, posebice četrnaesto, sva doprinijela njenom ukrašavanju, a mletačka su se plovila rijetko vraćala s Orijenta bez da su nosila sa sobom stupove, kapitele ili frizove s antičkih građevina kako bi ih dodala strukturi bazilike. Postupno je vanjski zid od cigle postao prekriven raznim vrstama mramora i rezbarstava od kojih su neki bili stariji od same građevine (vidi Četiri tetrarha, dolje). Posljednje intervencije napravljene su na Krstionici i kapelici sv. Izidora (1300-ih), rezbarije na gornjem profilu fasade, te Sakristiji (1400-ih) i Zenovoj kapelici (1500-ih).

#### Ključne figure
Bazilika nije do 1807. kao "Državna crkva" bila sjedište biskupa (patrijarha od 1451.), čija je katedrala bila San Pietro di Castello. Sam dužd je za proslavu imenovao poseban kler na čelu s primicerijem. Prokuratori, važan organ Mletačke Republike, bili su zaduženi za upravu. Njihovo sjedišto bilo je Procuratie na Trgu sv. Marka. Sve građevine i restauracijski radovi bili su pod nadzorom prota: veliki arhitekti poput Jacopa Sansovina i Baldassarea Longhene nosili su ovaj naslov. Prokuratori i proto još uvijek postoje i ispunjavaju iste zadaće za Patrijarhat.

## Eksterijer
Eksterijer bazilike je podijeljen u tri registra: donji, gornji, kupole. U donjem registru fasade pet kružno nadlučenih portala umotanih polikromatskim mramornim stupovima, otvaraju se u narteks kroz brončana vrata. Iznad centralnih vrata nalaze se tri bareljefna kruga u romaničkom stilu. Vanjski krug uokviruje pozlaćeni mozaik (Posljednji sud) iz 19. stoljeća koji je zamijenio oštećeni mozaik s istom temom (tijekom stoljeća mnogi su se mozaici morali zamijeniti u bazilici i izvan nje, ali teme na njima nikad se nisu mijenjale). Mozaici o pričama o relikvijama svetog Marka nalaze se u lunetama na lateralnim portalima. Prvi nalijevo je jedini mozaik na fasadi sačuvan iz 13. stoljeća. U gornjem registru s vrha lukova kipovi Teoloških i Kardinalnih Vrlina, četiri Ratnika Sveca i sv. Marko nadgledaju grad. Iznad velikog centralnog prozora fasade, pod sv. Markom, Krilati lav (njegov simbol) drži knjigu sa sadržajem "Pax Tibi Marce Evangelista Meus". U lunetama lateralnih lukova nalaze se četiri pozlaćena mozaika obnovljena u 17. stoljeću. U centru balkona Rimski Konji usmjereni su prema trgu.

### Grčki konji
Konji svetog Marka postavljeni su na baziliku oko 1254. godine. Datiraju iz antike, a neki smatraju da su nekoć ukrašavali Trajanov luk. Konji su dugo vremena bili prikazani na Konstantinopolskom hipodromu, a 1204. dužd Enrico Dandolo vratio ih je u Veneciju kao dio plijena opljačkanog iz Konstantinopola u Četvrtom križarskom ratu. Godine 1797. Napoleon ih je odnio u Pariz, ali su 1815. ponovo vraćeni u Veneciju. Nakon duge restauracije od 1990-ih se čuvaju u Muzeju sv. Marka (unutar bazilike). Sadašnji konji na fasadi katedrale su brončane replike.

### Četiri tetarha
Nakon što je Rimsko Carstvo započelo proces dezintegracije car Dioklecijan uveo je novu strukturu carske službe: plan vladavine četvorice suvladara nazvan Tetrarhija. Ova porfirna statua predstavlja međuovisnost četvorice vladara. Donesena je iz Konstantinopola tijekom Četvrtog križarskog rata 1204. godine, te je postavljena na jugozapadni ugao bazilike (gore spomenuti niski toranj) na razini Piazze San Marco. Stopalo koje nedostaje jednoj figuri otkriveno je u Istanbulu 1960-ih gdje se još uvijek može vidjeti.

## Narteks
Izvorno je narteks obuhvaćao zapadni krak bazilike s triju strana. Kasnije je južni dio zatvoren kako bi se dobila Krstionica (1300-ih) i Zenova kapelica (1500-ih). Narteks priprema oči posjetitelja na oblivenu atmosferu pozlaćenog interijera, kao što starozavjetne priče prikazane na stropnim mozaicima pripremaju na Evanđelje u bazilici. Glavne teme su Postanak i život Noe, Abarahama, Josipa i Mojsija. Pored glavnog portala ostaju Evanđelisti, mozaik iz 11. stoljeća koji ukrašava ulaz u sv. Marka čak prije nego što je narteks bio sagrađen.

## Interijer
Interijer se temelji na grčkom križu čiji su krakovi podijeljeni na tri broda i istaknuti vlastitom kupolom. To se temelji na Justinijanovoj bazilici Apostola u Konstantinopolu. Mramorni pod (1100-ih, ali prošao brojne restauracije) u potpunosti je ispunjen geometrijskim uzorcima i animalnim dizajnima. Korištene tehnike su opus sectile i opus tessellatum. Donji registar zidova i stupova je potpuno prekriven polikromnim mramornim pločama. Prijelaz između donjeg i gornjeg registra je omeđen duž čitave bazilike prolazima koji su uvelike zamijenili bivše galerije.

#### Prezbiterij
Istočni krak ima povišeni prezbiterij s kriptom ispod. Prezbiterij je odvojen ikonostasom (oltarnim prikazom tipičnim za bizantinske crkve): oblikuju ga osam crvenih stupova okrunjenih visokim raspelom i kipovima Piera Paola i Jacobella Dalle Masegna, remek-djelima gotičke skulpture (kasno 14. stoljeće). Nadesno je ambon s kojeg se pojavljivao novoizabrani dužd. Iza ikonostasa, mramorni stalci sa Sansovinim brončanim kipovima Evanđelista i Paliarijevim Četiri Doktora označuju prilaz visokom oltaru koji sadržava relikvije sv. Marka. Iznad visokog oltara je nadstrešnica ("ciborij") na stupovima ukrašenim s izvanrednim reljefima: oltarna pala je slavna Pala d'Oro (Zlatna pala), remek-djelo bizantskog majstorstva, izvorno dizajniranih za antependij. Korne pregrade su dotjerane s ulozima fra Sebastiana Schiavonea, a iznad njih na objema stranama su tri Sansovinova reljefa. Iza prezbiterija je sakristija i crkva iz 15. stoljeća posvećena sv. Teodoru (prvom svecu zaštitniku Venecije) gdje je izložena slika (Djetetovo obožavanje) Giambattiste Tiepola.

#### Desni transept
Nadesno od ikonostasa je ambon s kojeg se pojavljivao novoizabrani dužd, a u lijevoj pobočnoj lađi je kapelica sv. Klementa i Svetohranište. Ovdje se nalazi stup gdje su ponovo otkrivene relikvije sv. Marka 1094. godine kao što je prikazano na zanimljivom mozaiku u desnoj ponočnoj lađi (gdje je ulaz u riznicu sv. Marka).

#### Lijevi transept
Nalijevo od ikonostasa je ambon za čitanje Svetog Pisma. U desnoj pobočnoj lađi su kapelica sv. Petra i Madonna Nicopeia, štovana bizantska ikona. Na sjevernoj strani nalaze se kapelica sv. Izidora i Mascolijeva kapelica.

## Mozaici
Gornji red interijera potpuno je prekriven svijetlim mozaicima koji sadržavaju zlato, broncu i veliku raznolikost kamena. Ukrašena površina velika je oko 8000 m2. na najdrevnijim djelima mogu se prepoznati i bizantski i gotički utjecaji, primjerice na Svecima iz 11. stoljeća između prozora i apside. Na svodu iznad je mozaik s Kristom Pantokratorom. Od apside prema ulazu (od istoka prema zapadu) može se promatrati povijest Spasenja prikazana u kupolama: Proroci, Uzašašće i Pedesetnica (Duhovi). Nad transeptima nalaze se kupole sv. Ivana (priče sv. Ivana Evanđelista) i sv. Leonarda (s ostalim svecima). U svodovima između kupola prikazane su epizode Isusova života. Kao što je već spomenuto, često su stoga bile potrebne restauracije i zamjene, a veliki slikari poput Paola Uccella, Andreje del Castagna, Veronesea, Jacopa Tintoretta i njegova sina Domenica sudjelovali su u crtanju sličica. Tiziano i Padovanino pripremili su sličice za sakristiju sagrađenu u kasnim 1400-ima. Ostali izvanredni mozaici ukrašavaju Krstionicu, Mascolijevu kapelicu, kapelicu sv. Izidora i Zenovu kapelicu.

## Glazba u sv. Marku
Prostrani interijer građevine s brojnim zbornim uzvišenjima bio je inspiracija za razvoj venecijanskog višezbornog (polikornog) stila među skladateljima koje je postavljao maestro di cappella u sv. Marku. Stil je prvi razvio stranac Adrian Willaert, a nastavili su talijanski orguljaši i skladatelji: Andrea Gabrielli i njegov nećak Giovanni Gabrieli te Claudio Monteverdi.

## Više informacija
- sv. Marko Evanđelist
- zvonik bazilike sv. Marka
- Pala d'Oro

## Vanjske poveznice
|  | Zajednički poslužitelj ima stranicu o temi Basilica di San Marco |

- Katedrala San Marco, Venecija
- Muzej San Marco (tal.)
- Satelitska slika s Google Maps